# Superserien i ishockey 2007
Superserien i ishockey 2007 (engelska: 2007 Super Series; ryska: Суперсерия 2007; franska: 2007 Super Série) var en serie juniorishockeymatcher mellan Kanada och Ryssland. Kanada vann serien, genom att vinna sju matcher och spela en oavgjord (förlängning tillämpades inte).
Den 28 mars 2007 meddelade Rysslands premiärminister Michail Fradkov att turneringen skulle spelas, till 35-årsminnet av Summit Series 1972.
Kanadensiska tränaren Brent Sutter tilldrog viss uppmärksamhet då han lät spelarna "löpa gatlopp" före första matchen.

## Resultat
| Datum            | Spelplats                       | Resultat            |
| ---------------- | ------------------------------- | ------------------- |
| 27 augusti 2007  | Ufa Arena, Ufa                  | Ryssland-Kanada 2-4 |
| 29 augusti 2007  | Ufa Arena, Ufa                  | Ryssland-Kanada 0-3 |
| 31 augusti 2007  | Omsk Arena, Omsk                | Ryssland-Kanada 2-6 |
| 1 september 2007 | Omsk Arena, Omsk                | Ryssland-Kanada 2-4 |
| 4 september 2007 | MTS Centre, Winnipeg            | Kanada-Ryssland 8-1 |
| 5 september 2007 | Credit Union Centre, Saskatoon  | Kanada-Ryssland 4-1 |
| 7 september 2007 | Enmax Centrium, Red Deer        | Kanada-Ryssland 4-4 |
| 9 september 2007 | General Motors Place, Vancouver | Kanada-Ryssland 6-1 |